# مقاطعة بوون (فرجينيا الغربية)
مقاطعة بوون هي مقاطعة في فيرجينيا الغربية، بلغ عدد سكانها 24٬629  نسمة، في 2010، عاصمتها ماديسون، تبلغ مساحتها 1٬303 كيلومتر مربع.

## الموقع
تشترك في الحدود مع:
- مقاطعة كاناوا (فرجينيا الغربية).

## أعلام
- بيلي إد ويلر
- د. راي وايت
- روبن ديفيس
- كوركي ويثرو